# 列昂尼德·马尔采夫
列昂尼德·谢苗诺维奇·马尔采夫（1949年8月29日—），白俄罗斯军事领导人，前国防部长。

## 生平
1949年生于白俄罗斯格羅德諾州斯洛尼姆斯基區。1967年毕业于明斯克苏沃洛夫军事学校，进入蘇聯陸軍服役。1971年毕业于基辅高等联合兵种指挥学校。曾任苏军驻德集群某步兵排排长。1979年毕业于伏龙芝军事学院，任苏联东部军区某步兵团副团长。1980年任某摩托化步兵团团长。1982年任某摩托化步兵师参谋长。1986年任某摩托化步兵师师长。1987年至1990年，任赤塔远东军区初级军官学校分校长。1992年毕业于总参谋部军事学院，进入白俄罗斯武装部队服役。1992年7月，任第28集团军第一副司令。1993年4月，任第28集团军司令。1994年8月，任白俄罗斯共和国国防部第一副部长。1995年10月，任国防部长。1996年11月，因酗酒被解职。1997年3月，任独联体国家军事合作协调指挥部第一副总参谋长。2000年11月，任白俄罗斯安全会议国务副秘书。
2001年9月至2009年12月，再次任国防部长。2009年12月至2013年11月，任白俄罗斯安全会议国务秘书。2013年11月至2016年12月，任白俄罗斯国家边界委员会主席。

## 荣誉
- 军事荣誉勋章（白俄罗斯，2008年12月31日）
- 一级祖国功勋勋章（白俄罗斯，2003年11月10日）[7]
- 友谊勋章（俄罗斯，2009年）[8]
- 二级在苏联武装力量中为祖国服务勋章
- 三级在苏联武装力量中为祖国服务勋章[9]